# 観光丸
観光丸（かんこうまる、旧字体：觀光丸）は江戸幕府の、後に軍務官直轄(明治政府)の軍艦(コルベット)。
観光とは、中国の『易経』の「観国之光(国の光を観る)」からとったものである。ちなみに観光旅行等の「観光」は、この後にここからとった言葉であるという。

## 概要
1855年(安政2年)、長崎海軍伝習所練習艦としてオランダより江戸幕府へ贈呈された軍艦。
江戸幕府初の木造外車式蒸気船。旧名スームビング号(Soembing)。
スンビン号とも。
木造の外輪船で3檣スクーナー型のコルベット。

## 艦歴
1850年(嘉永3年)にオランダのフリシンゲンで建造が開始され、1853年(嘉永6年)に完成。アメリカに先んじて日本を開国させ権益を守りたいオランダ政府は、日本におけるアメリカ艦隊の使命などについて詳細な情報を得るためヘルハルドゥス・ファビウス中佐を艦長に同船を日本に派遣、1854年(嘉永7年7月1日)に長崎着。
西欧文化の優秀性を理解させることで開国を促したいオランダ商館長ヤン・ドンケル・クルティウスは、ファビウス中佐滞在中に日本で海軍教育を行ない、
幕府は臨時海軍伝習計画を建てて操艦術の指導を受け、各藩は優秀な人材を長崎に派遣留学させた。
これが長崎海軍伝習所の始まりだった。
同年9月5日、スンビン号は一旦長崎を離れ、10月にジャカルタに寄港した。
クルティウスはオランダ政府に対してスンビン号を幕府に寄贈するよう提案、
政府の同意を得てファビウスはスンビン号(艦長ヘルハルト・ペルス・ライケン)を率いてフェデー号(Gedeh)で1855年(安政2年6月7日)に再来日。
安政2年8月25日、
スンビン号はオランダ国王ウィレム3世から13代将軍徳川家定へ贈呈され、日本の最初の蒸気船となる。
この時日本側は返礼として、狩野雅信や狩野永悳といった当代一流の御用絵師たちが描いた金屏風10双を贈り、その大半がライデン国立民族学博物館に現存している。
翌年「観光丸」と改名し、幕府海軍の練習艦として使われる。
安政2年（1855年）から6年にかけて長崎に於いて「観光丸」を練習艦（のちに他艦も追加）、ペルス・ライケンなどを教官として海軍伝習が行われた。その最中、遠隔地である長崎ではいろいろ問題があることから安政4年に江戸で軍艦教授所が開設されることになり、「観光丸」で帰府した第一次伝習生徒がその開設要員となった。「観光丸」は矢田堀景蔵の指揮で安政4年3月4日から26日にかけて長崎から江戸へ航海している。
観光丸は万延元年1月(1860年)に佐賀藩が預かり、
3月25日受領、
同藩の三重津海軍所で運用された。1865年(慶応元年)に「観光」と再び改名。
文久2年11月19日(1862年)江戸へ回航した。
元治元年2月(1864年)、神戸で幕府に返還された。
万延元年3月から4月まで長崎派遣、4月から文久3年12月まで佐賀藩へ貸与とも。文久3年末から4年初めの将軍徳川家茂の軍艦による再上洛の際、「観光丸」も動員された。
元治元年2月、輸送船との区別のため軍艦は「丸」を省いて呼ぶこととされた。この際、「観光」他5隻が軍艦とされている。
慶応4年4月11日(1868年)に朝廷へ献上、
4月28日収容し、
軍務官直轄(明治政府)の軍艦となり、
以後横須賀に繋留された。
この時既に艦齢18年であり、
同年5月に廃船となったという記録もあるという。
この頃の写真では帆装設備が撤去され、外洋航行は既に断念されている。
1873年(明治6年)石川島に繋留替えされた。
1876年(明治9年)3月に除籍、解体された。

## 復元船

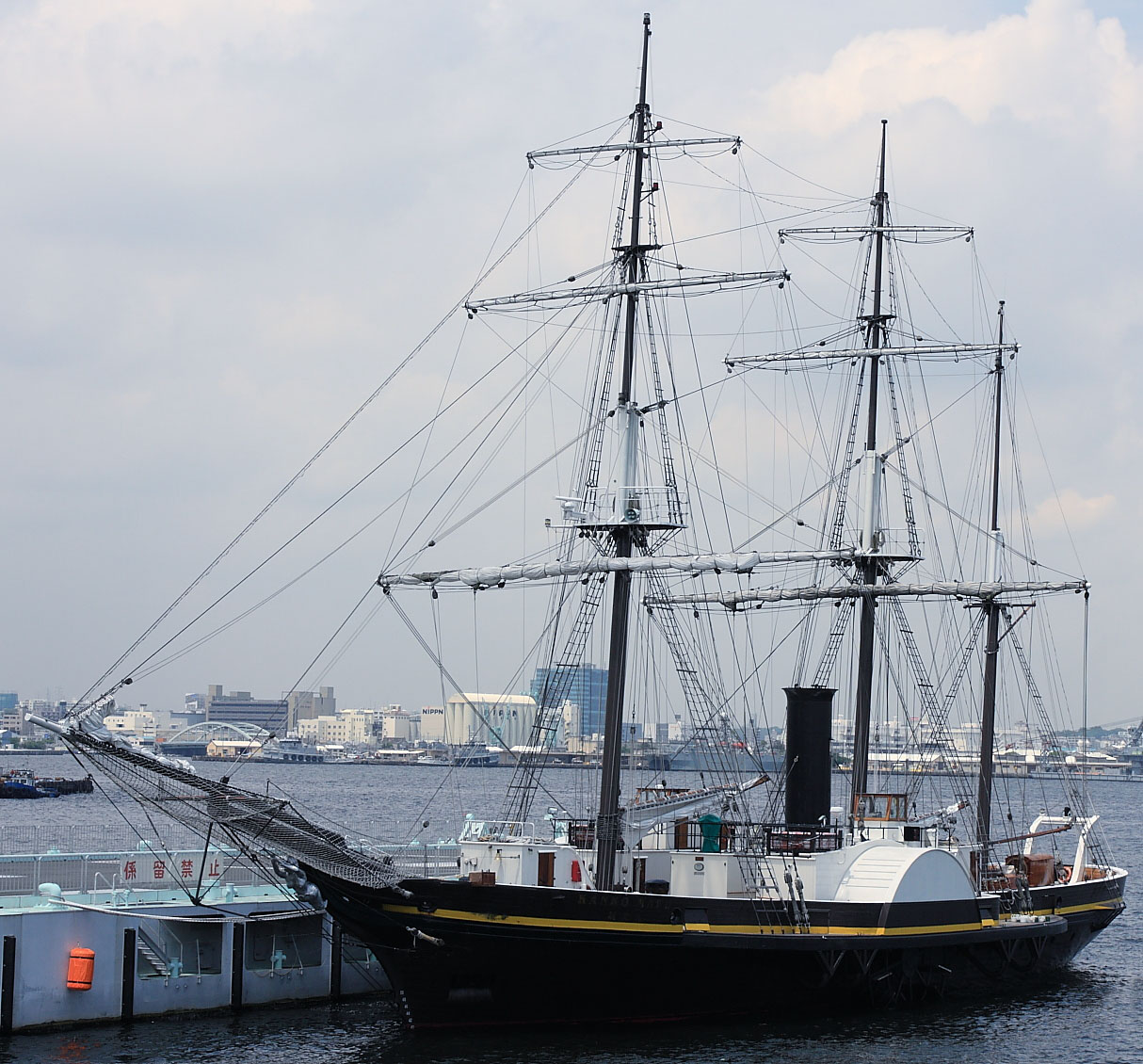
復元船 観光丸

1987年(昭和62年)に進水した復元船が、長崎のハウステンボスで就航している。造船は国立アムステルダム海事博物館(Het Scheepvaartmuseum)所蔵の設計図面と模型を基に、オランダのハウスデン市(フーズデン市、Heusden)にあるフェロルメ造船所(Verolme Scheepswerf Heusden)に発注され、当時の姿になるべく近いかたちで復元・建造が行われた。ただし、機関については原型のレシプロ機関ではなくディーゼル機関が搭載されている。